# 科夜蛾属
科夜蛾属（学名：Corsa）是裳蛾科的一属。

## 下属物种
本属包括以下物种：
- Corsa atribasis Hampson, 1926
- 科夜蛾 Corsa lignicolora
- 缘斑科夜蛾 Corsa otoensis